# منقارية
المنقارية (الاسم العلمي: Rostraria) هي جنس من النباتات يتبع الفصيلة النجيلية من رتبة القبئيات.

## أنواع المنقارية
- منقارية أزورية
- منقارية بالنسية
- منقارية خشنة الأوبار
- منقارية قزمية
- منقارية مقنزعة
- منقارية بيروتية
- منقارية فستوكية
- منقارية منفرجة الأزهار
- منقارية أزميرية
- منقارية خشنة الأزهار
- منقارية كلاركانية
- منقارية رولفسية
- منقارية سلزمانية